# Francia Media Heritage Route
De Francia Media Heritage Route (voluit: Francia Media Heritage Route - Cradles of European Culture) is een toeristische route uit 2014 langs het erfgoed van het Karolingische middenrijk Midden-Francië in België, Slovenië, Slowakije, Kroatië, Duitsland, Frankrijk, Nederland en Italië.
De archeologische en historische sites van het netwerk omvatten vroegmiddeleeuwse Romaanse architectuur uit de Karolingische en Ottoonse periode. De route kwam tot stand met steun van de Europese Commissie en het Tsjechische ministerie van Cultuur.
Op 8 mei 2014 werd in het kader van het project de internationale tentoonstelling De erfenis van Karel de Grote 814-2014 geopend door Herman Van Rompuy op de archeologische site Ename. De tentoonstelling verhuisde nadien naar Ravenna en Praag.

## Sites langs de route
De route omvat tien archeologische sites:
| Land      | Naam site                                           | afbeelding |
| --------- | --------------------------------------------------- | ---------- |
| België    | Erfgoedsite Ename en Sint-Laurentiuskerk in Ename   |            |
| België    | Sint-Martinuskerk in Velzeke-Ruddershove (Zottegem) |            |
| Slowakije | Kostoľany pod Tribečom                              |            |
| Nederland | Valkhof in Nijmegen                                 |            |
| Slovenië  | Gradišče - Bašelj                                   |            |
| Duitsland | Ingelheim am Rhein                                  |            |
| Frankrijk | Abdij van Montmajour                                |            |
| Italië    | Ravenna                                             |            |
| Kroatië   | Biskupija Crkvina                                   |            |
| Tsjechië  | Praagse burcht in Praag                             |            |